# Rjasne
Rjasne  (ukrainisch Рясне; russisch Рясное, polnisch Rzęsna Polska) ist ein nordwestlich der Innenstadt gelegenes Stadtviertel der westukrainischen Stadt Lemberg (im Stadtrajon Schewtschenko).

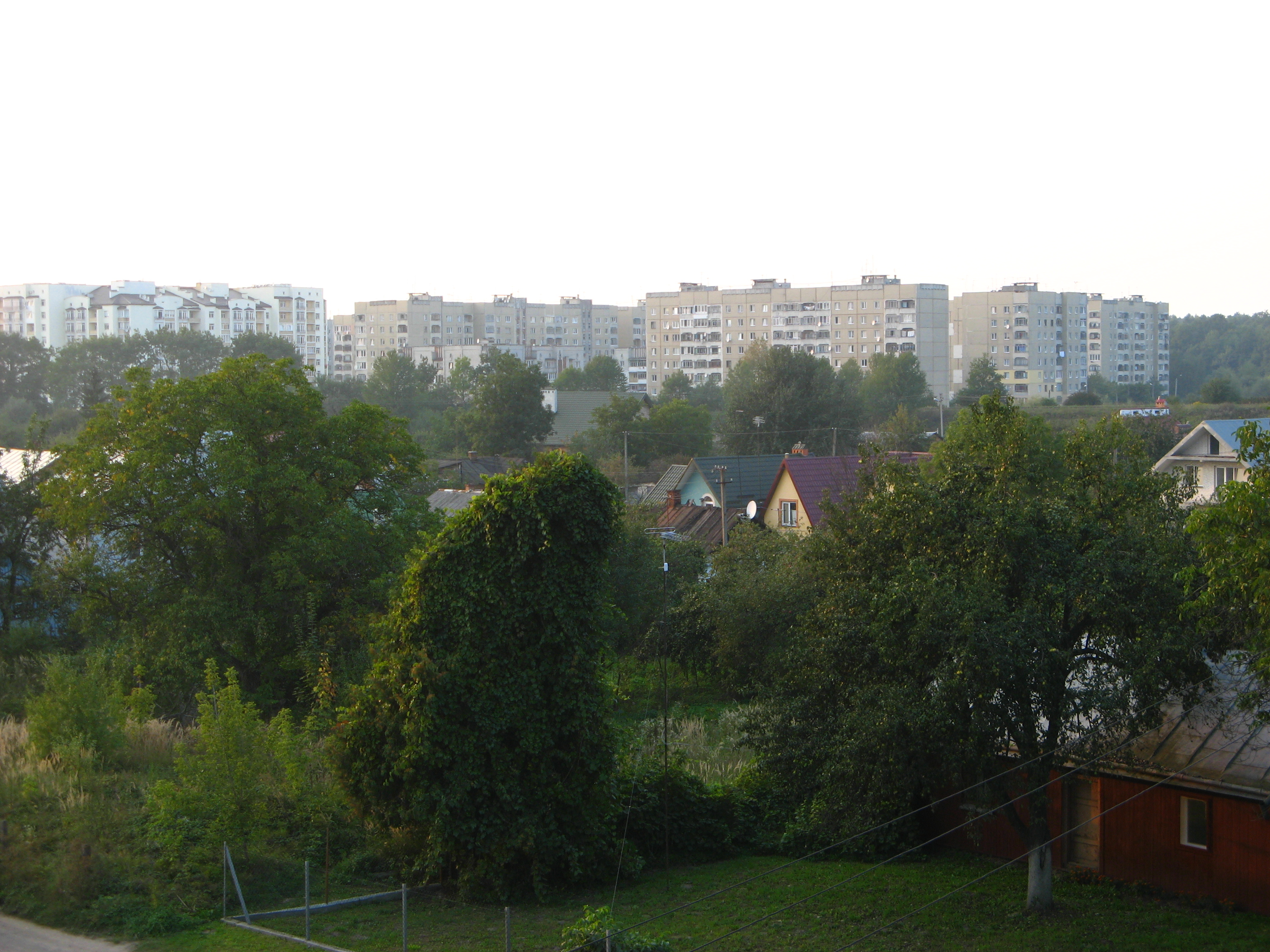
Blick auf den Stadtteil

## Geschichte
Die römisch-katholische Pfarrei wurde um das Jahr 1400 errichtet. Das deutschrechtliche Dorf wurde im Jahr 1430 als videlicet Rzanssna erstmals urkundlich erwähnt. Der Ortsname war von der polnischen Bezeichnung für Kleine Wasserlinse abgeleitet. Bis zum 20. Jahrhundert gehörte das Dorf zum Erzbistum Lemberg. In der Neuzeit wurde im Westen die kleinere und ruthenische (ukrainische) Schwestersiedlung Rjasne-Ruske gegründet. Zur Unterscheidung wurden die Adjektive Polska (polnisch) und Ruska (ruthenisch) im 18. Jahrhundert hinzügefügt.
Das Dorf gehörte zunächst zur Adelsrepublik Polen-Litauen in der Woiwodschaft Ruthenien im Lemberger Land. Bei der Ersten Teilung Polens kam das Dorf 1772 zum neuen Königreich Galizien und Lodomerien des habsburgischen Kaiserreichs (ab 1804).
Das Dorf gehörte zur geschlossenen, polnischen Sprachinsel von Lemberg. Im Jahr 1900 hatte die Gemeinde Rzęsna Polska 275 Häuser mit 1551 Einwohnern, davon waren 1472 Polnischsprachige, 43 Ruthenischsprachige, 29 Deutschsprachige, 1431 waren römisch-katholisch, 90 griechisch-katholisch, 24 jüdischer Religion, 6 anderen Glaubens.
Nach dem Ende des Polnisch-Ukrainischen Kriegs 1919 kam die Gemeinde zu Polen. Im Jahr 1921 hatte sie 380 Häuser mit 2233 Einwohnern, davon waren 2088 Polen, 111 Ruthenen, 29 Juden (Nationalität), 3 Deutsche, 2 anderer Nationalität, 1974 waren römisch-katholisch, 188 griechisch-katholisch, 8 evangelisch, 63 Juden (Religion).
Das Dorf war im Jahr 1915 sowie 1939 ein Schlachtfeld. Nach dem Zweiten Weltkrieg wurden die Polen ausgesiedelt, an ihre Stelle kamen im Austausch Ukrainer aus Polen. Der Ortsname wurde zum Rjasne, das Adjektiv polnisch wurde entfernt. Nach dem Jahr 1989 wurde jedoch eine moderne Kirche für die gebliebenen Katholiken gebaut. Das Dorf wurde 1988 in die Stadt eingemeindet und Plattenbausiedlungen wurden errichtet.